# Dope (utwór Lady Gagi)
Dope – ballada rockowa amerykańskiej wokalistki Lady Gagi, będąca drugim singlem promocyjnym, który został wydany 4 listopada 2013 roku przez Interscope na iTunes. Piosenka zadebiutowała na 8. miejscu na listach Billboardu Hot 100 stając się 13 piosenką wokalistki w pierwszej dziesiątce tego notowania.

## Występy na żywo
Lady Gaga wykonała piosenkę na gali YouTube Music Awards 3 listopada 2013 roku. Następnie wykonano ją podczas koncertu artRave 10 listopada 2013 roku. Dope zaśpiewano też w programie Alan Carr: Chatty Man 6 grudnia 2013 roku. Piosenkarka wykonała również utwór w programie Davida Lettermana 1 kwietnia razem z piosenką G.U.Y.

## Lista utworów
- Digital download

1. „Dope” – 3:41

## Pozycje na listach
| Lista (2013)                          | pozycja |
| ------------------------------------- | ------- |
| Australia (ARIA)                      | 34      |
| Austria (Ö3 Austria Top 40)           | 28      |
| Belgia (Ultratop 50 Flanders)         | 18      |
| Belgia (Ultratop 50 Wallonia)         | 5       |
| Dania (Tracklisten)                   | 28      |
| Finland (Suomen virallinen lista)     | 3       |
| France (SNEP)                         | 8       |
| Niemcy (Media Control AG)             | 34      |
| Grecja (Billboard)                    | 2       |
| Kanada (Canadian Hot 100)             | 96      |
| Korea Pn (Gaon)                       | 22      |
| Hiszpania (PROMUSICAE)                | 1       |
| Irlandia (IRMA)                       | 12      |
| Holandia (Mega top 50)                | 28      |
| Nowa Zealandia (Recorded Music NZ)    | 20      |
| Portugalia (Billboard)                | 27      |
| Szwajcaria (Schweizer Hitparade)      | 15      |
| UK (Official Charts Company)          | 124     |
| Stany Zjednoczone (Billboard Hot 100) | 8       |
| Węgry (Single Top 20)                 | 1       |
| Włochy (FIMI)                         | 5       |